# Свій серед чужих, чужий серед своїх
«Свій серед чужих, чужий серед своїх» (рос. «Свой среди чужих, чужой среди своих») — російський радянський повнометражний художній фільм, знятий режисером Микитою Михалковим у 1974 році на кіностудії «Мосфільм» за повістю Едуарда Володарського і Микити Михалкова «Червоне золото».
Дебютний показ фільму відбувся 11 листопада 1974 року. Фільм переглянули 23,7 млн глядачів, він посів 22-е місце в радянському кінопрокаті.

## Сюжет
Дія фільму відбувається в 1920-і роки в маленькому губернському містечку на півдні Росії. Громадянська війна скінчилася, але до повної перемоги більшовиків ще далеко. Група бандитів з колишніх білогвардійських офіцерів грабує потяг із золотом, яке направлялось для закупівлі хліба голодуючим. П'ятеро друзів, колишніх червоних бійців, вступають в смертельну сутичку з ворогом.
Підозра у зраді падає на одного з них — Єгора Шилова — і, втікши від товаришів, він самотужки повинен повернути золото, аби довести свою невинність.

## Виконавці і ролі
- Юрій Богатирьов — Єгор Петрович Шилов, чекіст;
- Анатолій Солоніцин — Василь Антонович Саричев, голова губвиконкому;
- Сергій Шакуров — Андрій Тимофійович Забелін, командир ескадрону;
- Олександр Пороховщиков — Микола Кунгуров, голова губЧК;
- Микола Пастухов — Степан Ляпігін, чекіст;
- Олександр Кайдановський — Лемке, колишній ротмістр;
- Микита Михалков — Олександр Брилов, атаман, колишній єсаул;
- Микола Засухін — Никодимов;
- Олександр Калягін — Ванюкін, залізничник;
- Костянтин Райкін — Каюм, бандит;
- Катерина Шадріна — дівчина у рваній кофтині;
- Михайло Кислов — Альошин, конвоїр Шилова;
- Віталій Комісаров — Бєлєнький, колишній офіцер;
- Олександр Яковлєв — колишній штабс-капітан;
- Анатолій Борисов  — лікар;
- Геннадій Крашенинников — чекіст, що супроводжував золото;
- Михайло Чигарьов — бандит, колишній офіцер;
- Галина Мікеладзе — дівчина в потязі;
- Олесандр Адабаш'ян — зв'язковий бандитів / пан зі спогадів Брилова;
- Павло Лебешев — пан зі спогадів Брилова
- Вадим Вільський — бандит з патронташем;
- Борис Галкін — червоноармієць;

та інші.